# إسماعيل باشا الكرجي
إسماعيل باشا الكرجي (بالتركية: Gürcü İsmail Paşa)‏ كان الصدر الأعظم للدولة العثمانية في الفترة ما بين 14 يوليو 1735 حتى 25 ديسمبر 1735.